# Max Arthur Auerswald
Max Arthur Auerswald (ur. 1887, data śmierci nieznana) – zbrodniarz nazistowski, członek załogi niemieckiego obozu koncentracyjnego Flossenbürg i SS-Oberscharführer.
Przed wybuchem II wojny światowej był właścicielem restauracji. Członek personelu obozu we Flossenbürgu od 7 lutego 1940 do 20 kwietnia 1945. Pełnił służbę początkowo jako strażnik, a następnie, od października 1943, jako urzędnik administracji obozowej odpowiedzialny obozowe oświetlenie i wodociągi. Auerswald brał również udział w ewakuacji Flossenbürga do obozu w Dachau w końcach kwietnia 1945. 
W procesie, który odbył się w dniu 21 października 1947 przed amerykańskim Trybunałem Wojskowym w Dachau Auerswald został skazany na karę śmierci przez powieszenie. Udowodniono mu zastrzelenie trzech bądź czterech więźniów podczas marszu śmierci. Wyrok zatwierdzono 30 grudnia 1947. Ostatecznie karę śmierci zamieniono jednak w akcie łaski na dożywocie.